# Circuito de Rua de Daytona Beach

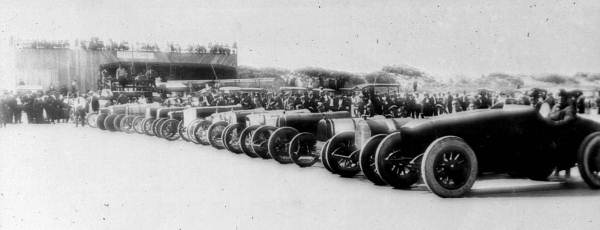
Circuito em 1922.

O Circuito de Rua de Daytona Beach foi um circuito localizado em Daytona Beach, na Flórida, nos Estados Unidos, utilizado principalmente para corridas de automobilismo durante o início do século XX, é notável por ter sido o local de fundação da NASCAR e de vários recordes mundiais de velocidade.
O circuito era no formato oval, começava na pavimentada Florida State Road A1A em uma reta e depois voltava pela areia da praia, inicialmente possuía 5,1 km (3,2 milhas) de comprimento, durante a década de 1940 foi estendida para 6,8 km (4,2 mi).

## Fundação da NASCAR

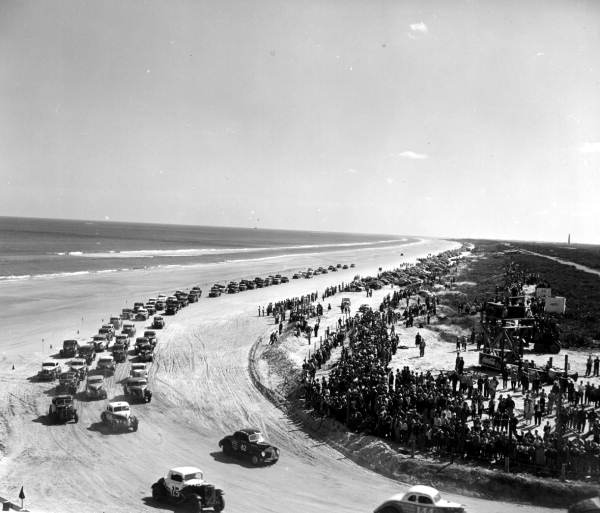
Circuito em 1952.

Em 1935 Bill France Sr. mudou-se de Washington, DC para Daytona Beach e durante vários anos organizou corridas no local, em 21 de fevereiro de 1948 no Hotel Steamline a NASCAR foi fundada no local. O circuito sediou corridas até 1958 quando foi substituído pelo Daytona International Speedway.
Em 1949 o circuito recebeu a segunda corrida da categoria vencida por Red Byron.

## Vencedores
- 1949: Red Byron
- 1950: Harold Kite
- 1951: Marshall Teague
- 1952: Marshall Teague
- 1953: Bill Blair
- 1954: Lee Petty
- 1955: Tim Flock
- 1956: Tim Flock
- 1957: Cotton Owens
- 1958: Paul Goldsmith[2]